# Ernst von Weizsäcker
Ernst Heinrich Freiherr von Weizsäcker (Stuttgart, 25 mei 1882 - Lindau, 4 augustus 1951) was een Duits diplomaat en politicus. Hij was van 1938 tot 1943 werkzaam als staatssecretaris op het Ministerie van Buitenlandse Zaken, onder Joachim von Ribbentrop. De laatste jaren van de Tweede Wereldoorlog was hij Duits ambassadeur bij de Heilige Stoel. Aan het einde van de oorlog bleef hij aanvankelijk in de onschendbaarheid van het Vaticaan, tot hij in 1947 werd gevangengenomen en in het Proces van Neurenberg werd veroordeeld tot een gevangenisstraf van zeven jaar wegens medeplichtigheid aan de deportatie van Franse Joden naar Auschwitz.
Hij was de vader van de latere bondspresident Richard von Weizsäcker en van de natuurkundige en filosoof Carl Friedrich von Weizsäcker.

## Jeugd en begin van een loopbaan bij de marine
Ernst was de zoon van Karl von Weizsäcker, die aan het einde van de negentiende eeuw als minister-president had gediend onder koning Willem II van Württemberg en die in 1897 als Freiherr in de adelstand was verheven. Zijn moeder was Paula von Meibom, die behoorde tot de oudere adel van het koninkrijk Württemberg. De arts Viktor von Weizsäcker was een broer van hem. In 1900 trad Ernst in dienst bij de Kaiserliche Marine. Hij werkte voornamelijk in Berlijn. Tijdens de Eerste Wereldoorlog diende hij in 1916 als vlagofficier onder admiraal Reinhard Scheer, onder wiens commando hij deelnam aan de Zeeslag bij Jutland. In 1917 werd hij in beide klassen onderscheiden met het IJzeren Kruis. Na de oorlog was hij enkele jaren marine-attaché in Den Haag.

## Diplomatieke loopbaan
Von Weizsäcker trad in 1920 in diplomatieke dienst. In 1921 werd hij benoemd tot consul in Bazel. Hierna werd hij ambassaderaad in Kopenhagen en vanaf 1927 werkte hij in verschillende functies op het Duitse ministerie van Buitenlandse Zaken. In 1928 werd hij hoofd van het Bureau voor Ontwapening aldaar. In 1931 werd hij gezant in Oslo, twee jaar later in Bern. In 1937 werd hij hoofd Beleidszaken op het Departement. In april 1938 werd hij er staatssecretaris. Tegelijkertijd werd hij lid van de NSDAP. Vrijwel meteen verleende Heinrich Himmler hem de titel van SS-Ehrenführer, met de rang van brigadegeneraal. Als staatssecretaris werd Von Weizsäcker toegevoegd aan de staf van Himmler. Na de oorlog zou Von Weizsäcker het sprookje uitventen dat hij enkel lid was geworden van de NSDAP, en zich ogenschijnlijk onbezwaard had laten benoemen in de SS, om de wereldvrede te dienen. Onduidelijk bleef waarom hij, nadat duidelijk was dat de oorlog was uitgebroken, gewoon in functie bleef.
In 1943 werd hij ambassadeur van het Derde Rijk bij de Heilige Stoel. Vanuit Rome stuurde Von Weizsäcker ambtsberichten naar Berlijn waarin hij paus Pius XII omschreef als mild, besluiteloos en enigszins pro-Duits. Naar eigen zeggen deed hij dit om de paus te helpen en ook om een anti-Duits sentiment in Italië te voorkomen. Na het einde van de oorlog bleven hij en zijn vrouw als gasten van de paus in Rome wonen. Von Weizsäcker keerde pas in 1947 terug naar Duitsland om te getuigen in de processen van Neurenberg. Eenmaal daar aangekomen werd hij zelf gearresteerd wegens het ondertekenen van deportatiebevelen van Franse Joden tijdens zijn staatssecretariaat.

## Proces van Neurenberg

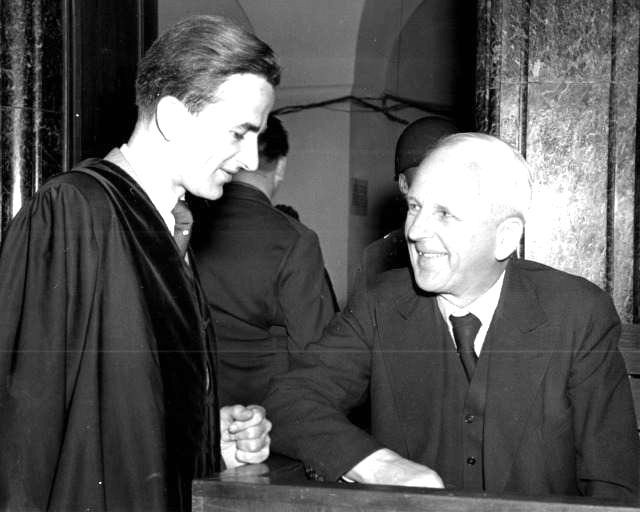
Ernst von Weizsäcker, met zijn zoon, de latere bondspresident Richard von Weizsäcker, tijdens het Neurenberger proces

Tijdens het zogenaamde Wilhelmstraßenproces werden Von Weizsäcker misdrijven tegen de vrede, oorlogsmisdrijven, misdrijven tegen de menselijkheid en deelname aan een misdadige organisatie ten laste gelegd. Een van zijn advocaten was zijn zoon, de latere bondspresident Richard von Weizsäcker. Het pleidooi van de verdediging was er op gericht te bewijzen dat Von Weizsäcker van niks wist, wat betreft de vernietiging van de Joden. Hij had weliswaar die deportatiebevelen getekend, maar het ging daarbij om Joden die toch al gevangen zaten. Typerend was dat hij in een gesprek met de Zwitserse  ambassadeur in Parijs verkondigde dat alle nog in Duitsland levende joden moesten worden uitgewezen, en als dit niet lukte ze hun volledige vernietiging tegemoet konden zien.
Van het lot dat hen in Auschwitz boven het hoofd hing, zei Von Weizsäcker niets te weten. Nadat hij veroordeeld was (Von Weizsäckers straf werd overigens teruggebracht tot vijf jaar en hij kwam in 1950 vrij), schreef hij in de gevangenis zijn memoires, waarin hij zelfs beweerde deel uitgemaakt te hebben van het Duitse verzet.
Onderzoek naar de rol van het Ministerie van Buitenlandse Zaken tijdens het Derde Rijk, dat op instigatie van toenmalig minister van Buitenlandse Zaken, Joschka Fischer werd gedaan, heeft deze Von-Weizsäcker-mythe doorgeprikt.
In een interview in 2010 over Weizsäcker, werd een rapport uitgegeven door de historicus Eckart Conze over de rol van het ministerie van Buitenlandse Zaken in het Derde Rijk:
"De legende komt voort uit de Weizsäcker-verdediging: Oud-diplomaten, zoals de broers Erich en Theo Kordt, speelden een belangrijke rol in deze inspanning, net als andere leden van de traditionele upper class, waar Weizsäcker deel van uitmaakte. Een van hen was zijn advocaat, Hellmut Becker, de zoon van de Pruisische minister van Cultuur, Carl Heinrich Becker, en een andere was Marion Gräfin Dönhoff, een jonge journalist die het proces sterk bekritiseerde in Die Zeit. Ze wisten allemaal dat als ze erin slaagden Weizsäcker te ontlasten, dat de nationale conservatieve, aristocratische en burgerlijke elite gerehabiliteerd zou worden."

## Carrière
Von Weizsäcker bekleedde verschillende rangen in zowel de Kaiserliche Marine als Allgemeine-SS. De volgende tabel laat zien dat de bevorderingen niet synchroon liepen.
| Datum                    | Kaiserliche Marine   | Reichsmarine          | Diplomatiek korps                       | Rijksministerie van Buitenlandse zaken     | Allgemeine-SS    |
| ------------------------ | -------------------- | --------------------- | --------------------------------------- | ------------------------------------------ | ---------------- |
| 7 april 1900             | Seekadett            | —                     | —                                       | —                                          | —                |
| 1902                     | Leutnant zur See     | —                     | —                                       | —                                          | —                |
| 1905                     | Oberleutnant Zur See | —                     | —                                       | —                                          | —                |
| 6 september 1909         | Kapitänleutnant      | —                     | —                                       | —                                          | —                |
| 17 september 1917 - 1918 | Korvettenkapitän     | —                     | —                                       | —                                          | —                |
| Januari 1920             | —                    | Korvettenkapitän a.D. | —                                       | —                                          | —                |
| 1921                     | —                    | —                     | Vizekonsul                              | —                                          | —                |
| 1922                     | —                    | —                     | Konsul                                  | —                                          | —                |
| 1924                     | —                    | —                     | Gesandtschaftsrat                       | —                                          | —                |
| Februari 1927            | —                    | —                     | Geheimer Rat u. Vortragender Legionsrat | —                                          | —                |
| 2 juli 1931              | —                    | —                     | Gesandter                               | —                                          | —                |
| 30 april 1937            | —                    | —                     | —                                       | Ministerialdirektor als Unterstaatsekretär | —                |
| 1 april 1938             | —                    | —                     | —                                       | Staatsekretär                              | —                |
| 23 april 1938            | —                    | —                     | —                                       | —                                          | SS-Oberführer    |
| 30 januari 1942          | —                    | —                     | —                                       | —                                          | SS-Brigadeführer |
| 17 april 1943            | —                    | —                     | Botschafter                             | —                                          | —                |

- De honoraire rang van Von Weizsäcker als SS-Brigadeführer had geen militair gezag en hij werd administratief toegewezen aan Persönlicher Stab Reichsführer-SS van Himmler.

## Lidmaatschapsnummers
- NSDAP-nr.: 4814617[4] (lid geworden 1 april 1938[1])
- SS-nr.: 293 291[4] (lid geworden 23 april 1938[1])

## Decoraties
Selectie:
- IJzeren Kruis 1914, 1e Klasse[4] (1917[1]) en 2e Klasse (1917[1])
- Kruis voor Oorlogsverdienste, 1e Klasse en 2e Klasse[5][1]
- Gewondeninsigne 1918 in zwart
- Ridder in de Frederiks-Orde
- Commandeur in de Militaire Orde van Verdienste[1]
- Orde van Berthold de Eerste
- Orde van Verdienste van de Duitse Adelaar
- Grootkruis in de Orde van Sint-Olaf[1]
- Erekruis voor Frontstrijders in de Wereldoorlog[5] in 1934[1][4]
- Orde van de Italiaanse Kroon
  - Grootofficier in december 1936[1]
  - Grootkruis op 24 september 1937[1]

## Publicaties
- Ernst von Weizsäcker: Erinnerungen. (berzorgd door Richard von Weizsäcker) List Verlag, München/Leipzig/Freiburg 1950
- Ernst von Weizsäcker: Aus seinen Gefängnisbriefen 1947-1950. Scheufele, Stuttgart z.j. [1955]
- Leonidas E. Hill (Hrsg.): Die Weizsäcker-Papiere 1933-1950. Propyläen–Verlag, Berlijn/Frankfurt am Main/Wenen 1974, ISBN 3-549-07306-2 (Dagboeken)